# Gradinje, Srbija
Gradinje (izvirno srbsko Градиње) je naselje v Srbiji, ki upravno spada pod Občino Dimitrovgrad; slednja pa je del Pirotskega upravnega okraja.

## Demografija
V naselju živi 178 polnoletnih prebivalcev, pri čemer je njihova povprečna starost 47,2 let (47,2 pri moških in 47,3 pri ženskah). Naselje ima 84 gospodinjstev, pri čemer je povprečno število članov na gospodinjstvo 2,43.
Prebivalstvo je večinoma nehomogeno, a v času zadnjih treh popisov je opazno zmanjšanje števila prebivalcev.
|  |

| Demografija | Demografija     | Demografija     |
| Leto        | Št. prebivalcev | Št. prebivalcev |
| ----------- | --------------- | --------------- |
|             |                 |                 |
|             |                 |                 |
|             |                 |                 |
|             |                 |                 |
| 1948        | 553             |                 |
| 1953        | 461             |                 |
| 1961        | 380             |                 |
| 1971        | 320             |                 |
| 1981        | 282             |                 |
| 1991        | 250             | 246             |
| 2002        | 212             | 204             |
|             |                 |                 |

| Etnična sestava po popisu iz leta 2002 | Etnična sestava po popisu iz leta 2002 | Etnična sestava po popisu iz leta 2002 | Etnična sestava po popisu iz leta 2002 | Etnična sestava po popisu iz leta 2002 |
| -------------------------------------- | -------------------------------------- | -------------------------------------- | -------------------------------------- | -------------------------------------- |
| Bolgari                                | Bolgari                                |                                        | 114                                    | 55,88%                                 |
| Srbi                                   | Srbi                                   |                                        | 48                                     | 23,52%                                 |
| Neznano                                | Neznano                                |                                        | 1                                      | 0,49%                                  |